# Henri Tudor
Pour les articles homonymes, voir Tudor et Henri Tudor (homonymie).
Henri Owen Tudor, né le 30 septembre 1859 à Ferschweiler (Prusse, non loin de la frontière luxembourgeoise), mort le 31 mai 1928 à Rosport (Luxembourg), est un ingénieur, inventeur et industriel.

## Biographie
Fils de John Thomas Tudor, originaire de Llanarth en Grande-Bretagne, pays de Galles, et de Marie Loser, originaire de Rosport, Henri Tudor passa son baccalauréat à Chimay en Belgique francophone. Il fit des études d'ingénieur de 1879 à 1883 à l'École polytechnique de Bruxelles . En 1885, le jeune ingénieur se spécialisa à une institution électrotechnique parisienne, où il suivit le cours de Marcel Deprez.
Henri Tudor s'intéressait à l'électricité et au problème de son stockage. Déjà vers 1879-1882, encore étudiant, il mit au point un éclairage électrique dans sa demeure paternelle d'Irminenhof à Rosport. Il raccorda une génératrice du type dynamo Gramme à la roue à aubes du moulin de Bannmillen situé sur la partie inférieure de la propriété. Des câbles électriques transmirent l'énergie électrique à des lampes à incandescence de type Edison. Henri Tudor se rendit compte que le courant fourni par sa génératrice était irrégulier et que la machine tournait à vide pendant les heures creuses. Il poursuivit l'idée de se servir d'accumulateurs au plomb pour égaliser la tension et pour emmagasiner l'énergie non utilisée.  
Les réactions chimiques à la base de l'accumulateur au plomb furent observées pour la première fois par Wilhelm Josef Sinsteden en 1854. L'accumulateur en tant que batterie rechargeable a été inventé par  le physicien Gaston Planté en 1859 et amélioré en 1880 par le chimiste Camille Alphonse Faure. Il posait problème au niveau de son application pratique : les courts-circuits étaient fréquents et les plaques se désagrégeaient en service. Les accumulateurs disponibles dans le commerce ne tenaient pas leurs promesses, à tel point que Thomas Alva Edison a qualifié l'accumulateur au plomb de "supercherie" et d'échec commercial. 
Henri Tudor cherchait une solution à ces problèmes et "fabriquait lui-même un moule de plaque à grande surface" pour construire une batterie d'accumulateurs. Ce faisant, il put compter sur le soutien de son frère aîné Hubert et de son cousin Nikolaus Schalkenbach de Trèves. Avec le dispositif combiné - génératrice et accumulateurs - il réalisa une alimentation en courant électrique constant et régulier, faisant de l'Irminenhof la première demeure privée du Luxembourg à disposer d'un éclairage électrique.  
Les accumulateurs du système Tudor se distinguaient par leur fiabilité et leur longévité. Nous savons de source sûre qu'un accumulateur fabriqué par Henri Tudor a été mis en service à Rosport au plus tard en octobre 1882, et qu'il a fonctionné sans interruption jusqu'au 22 décembre 1887. Des plaques d'accumulateur fabriquées par lui en 1882 et ayant fait un service régulier de 16 années sont exposées au Musée Tudor à Rosport. 

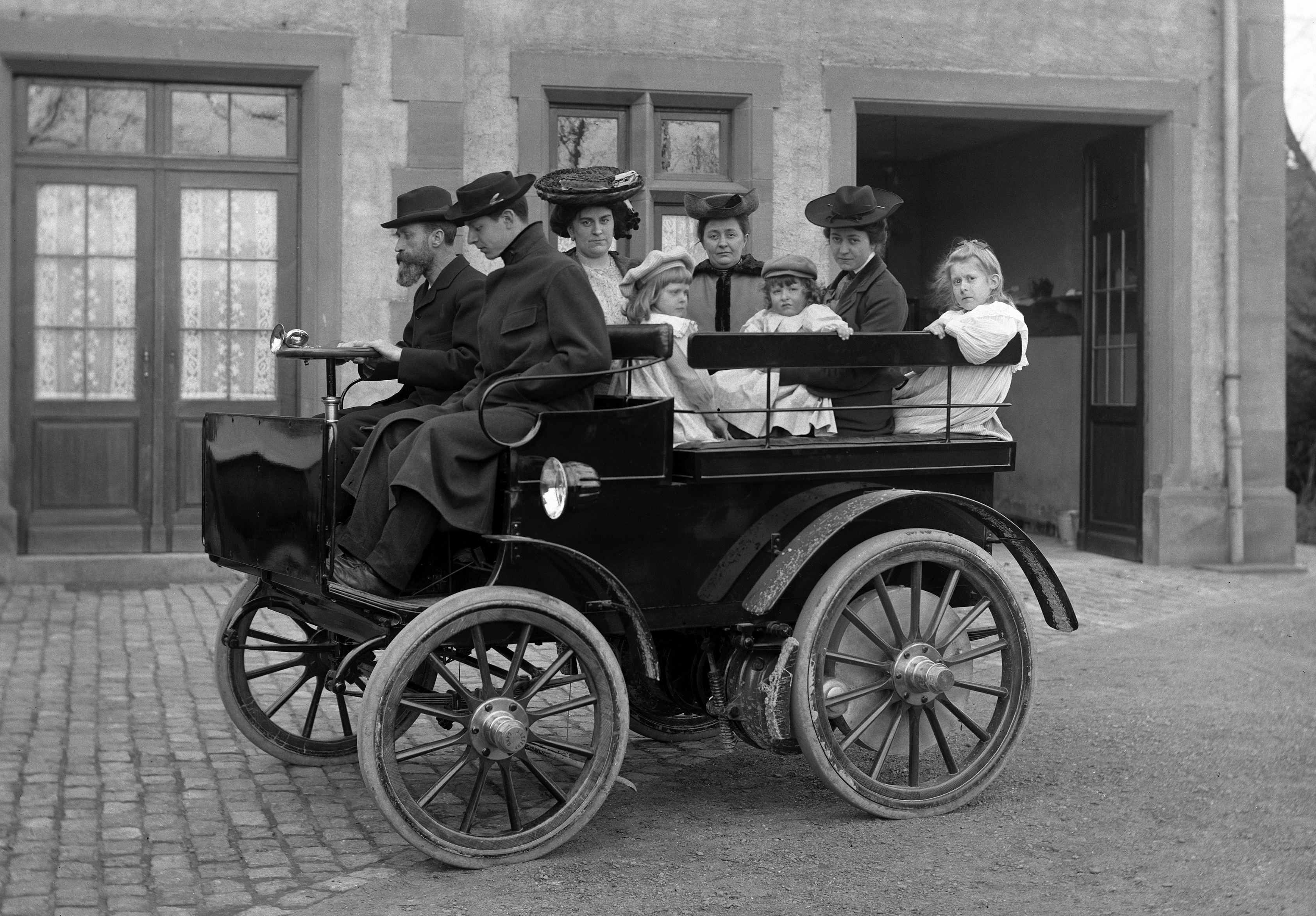
Pour des déplacements dans les environs immédiats de son lieu de résidence, Henri Tudor se servait d'une voiture électrique de type Break, fabriquée en 1902 aux ateliers J. Lefert à Gand et équipée d'accumulateurs Tudor.

Le 5 mai 1891, Henri Tudor épousa à Bofferdange Marie-Madeleine Pescatore. De ce mariage naquirent Anne Tudor (24 avril 1892), Marie-Antoinette Tudor (18 novembre 1895) et John Tudor (19 juin 1899). À partir de septembre 1892, la jeune famille habitait la résidence monumentale qu'Henri Tudor avait fait construire à Rosport. 
Dès 1914, Henri Tudor a été touché d'une grave intoxication au plomb qui l'immobilisait dans sa résidence jusqu'à sa mort.

## Brevets d'Henri Tudor

### Brevet de 1886

Principe de fonctionnement de l'électrode positive de l'accumulateur Tudor suivant le brevet de 1886 : (a) rainure recouverte d'une faible couche Planté, et remplie de pâte d'oxyde de plomb ; (b) au cours de l’utilisation, la couche Planté se renforce ; la pâte qui adhère à la couche Planté se dilate et se contracte en fonction des cycles de charge-décharge, ses débris éventuels tombant dans un espace libre ménagé au fond de la cuve.

Le 17 juillet 1886, Henri Tudor a déposé, à Luxembourg, le brevet No 711 "Nouveaux perfectionnements apportés aux électrodes des accumulateurs électriques". La même année, des dépôts similaires ont été effectués en Belgique et en France (Émile Hoffmann a dressé une liste des brevets d'Henri Tudor).  
Les perfectionnements proposés par Henri Tudor sont les suivants: électrodes suffisamment épaisses pour être rigides, comportant des deux côtés des rainures évasées pour offrir une très grande surface; formation de courte durée suivant la méthode de Gaston Planté pour constituer une couche active de faible épaisseur; remplissage des rainures d'une pâte constituée d'oxyde de plomb (minium de plomb) suivant le procédé proposé par Camille Alphonse Faure (tartinage), suivi d'un traitement par un courant de faible intensité jusqu'à ce que toute la pâte de la plaque positive soit transformée en peroxyde de plomb, et celle de l'électrode négative, en plomb spongieux. La couche Planté assure une bonne adhésion de la pâte active ainsi traitée, et la forme évasée de la rainure permet ses dilatations et contractions successives lors des cycles de charge et de décharge, sans provoquer des déformations de la plaque. Un espace libre est ménagé au fond de la cellule de l'accumulateur pour accueillir des débris de pâte active. La couche Planté se renforce au fur et à mesure des cycles de charge et de décharge: la formation définitive de la plaque Tudor se fait pendant son utilisation-même. L'électrode Tudor combine les avantages des méthodes Planté et Faure, tout en évitant leurs inconvénients respectifs. Face à ses concurrentes, l'électrode à grande surface d'Henri Tudor se profila par sa grande fiabilité. 

### Brevet de 1896
Henri Tudor cherchait une solution pour contourner le tartinage des plaques, opération onéreuse et dangereuse pour la santé. L'idée consistait à créer une couche active par un procédé électrochimique accéléré. Le 18 mai 1896, il a déposé au Royaume-Uni son brevet N° 10.718 ayant pour objet l'électrode enrobée d'une couche mince "d'oxyde de plomb contenant du sulfate" obtenue par une électrolyse inversée dans un acide très dilué (il s'agit en fait de sulfates de plomb basiques de formule générale x PbO • y PbSO4 • z H2O). L'invention de 1896 a diminué le poids et le prix des accumulateurs, tout en augmentant leur capacité. 

## Systèmes d'éclairage[9]
Le 30 avril 1886, Henri Tudor signa une convention avec la ville d'Echternach pour la réalisation d'un système d'éclairage électrique des espaces publics de la ville. En vue de l'exécution de ce projet, Henri fonda avec son frère Hubert et son cousin Nikolaus Schalkenbach la société Tudor Frères et Schalkenbach, pour implanter des ateliers de fabrication d'accumulateurs à Rosport.
L'installation réalisée à Echternach comportait une centrale électrique avec chaudière à vapeur, des dynamos et une batterie d'accumulateurs au plomb de fabrication Tudor. Elle fut mise en service le 24 octobre 1886. Echternach a ainsi pu s'enorgueillir d'être parmi les première villes disposant d'un éclairage public électrique. 
En 1887, Henri Tudor obtint la concession pour l'éclairage de la petite ville de Dolhain en Belgique. En 1889, il fonda la Société Anonyme Belge pour l'Éclairage public par l'Électricité, pour réaliser une station d'électricité à Bruxelles et une à Gand. En 1890, il a réussi à s'assurer l'adjudication pour la construction et l'exploitation d'un réseau électrique à Ninove.
En mai 1889, 150 batteries stationnaires Tudor publiques ou privées étaient en service en Belgique et en Europe. En juillet 1891, ce nombre s'élevait à 1200, "représentant au delà de trois millions d’électrodes".
Rosport, lieu de résidence de Tudor, devait attendre 1901 pour bénéficier d'un réseau électrique. Force est de constater que le développement des réseaux électriques basés sur les accumulateurs était limité et freinait à long terme la diffusion de l'électricité sous sa forme plus performante : celle du courant alternatif.

## Activités industrielles

### L'usine de Rosport
La production des accumulateurs Tudor a commencé en 1885 à Rosport dans une annexe de la propriété dite "Engelsbuerg". À partir de janvier 1897, à la suite de la dissolution de la Société Anonyme Franco-Belge pour la fabrication de l'accumulateur Tudor, l'usine de Rosport assura la fabrication et la vente des accumulateurs non seulement pour le Luxembourg, mais aussi pour la Belgique. Elle occupait par moments plus de 30 ouvriers. De 1899 à 1901, les exportations dépassaient 200 t par an. La production de Rosport fut délocalisée dès 1901 vers la nouvelle usine de Florival près de Wavre en Belgique. L'usine de Rosport cessa ses activités en 1908.

### L'émergence d'un empire industriel en Allemagne
En 1885, Henri Tudor reçut à Rosport la visite d'Adolph Müller, agent commercial auprès de la société électrotechnique Spiecker de Cologne. Après avoir passé quelques heures auprès d'Henri Tudor, Müller était convaincu d'avoir devant ses yeux une innovation pouvant être développée à grande échelle . Il décida d'attendre la réalisation d'une installation-pilote au niveau de la ville toute proche d'Echternach avant de donner le coup d'envoi à la commercialisation de l'accumulateur Tudor en Allemagne.
Le 15 juillet 1888, les frères Tudor ont conclu un accord avec la société Accumulatoren-Fabrik Tudor'schen Systems Büsche et Müller, pour lui concéder le droit exclusif de fabrication et de vente de l'accumulateur Tudor en Allemagne, en Europe Centrale, en Europe de l'Est et en Scandinavie. L'accord prévoyait également le partage de la technologie et des licences. Henri Tudor se rendit aussitôt à Hagen en Westphalie pour donner son assistance technique lors du démarrage de l'usine fondée par Adolph Müller et Paul Büsche. Il retourna à Rosport à la fin de l'année 1888. Deux années pllus tard, la Accumulatoren-Fabrik Tudor'schen Systems fonda avec les grandes entreprises électrotechniques Siemens & Halske et AEG la société Accumulatoren-Fabrik Aktiengesellschaft (AFA), enregistrée le 6 octobre 1890 au registre de commerce de Berlin. Cette dernière connut un essor remarquable (voir à ce sujet la section Historique de l'article Varta) . Rien qu'en 1890, le chiffre d'affaires de son site de Hagen a atteint 3 300 000 marks. Henri Tudor y jouait le rôle de conseiller scientifique. Parmi les améliorations qu'il apportait figuraient les plaques négatives à pâtes raclées et les plaques unitaires (1891-1892), le développement de moules de fonderie pour des ailettes plus fines (1895-1896) et la solution du problème de baisse de capacité des électrodes négatives (1895-1896). L'AFA prit une position dominante sur le marché allemand des accumulateurs, et fut cotée à la Bourse de Berlin à partir de 1894. En 1962, l'AFA a transformé sa raison sociale en Varta AG.

### Activités industrielles en Europe occidentale[17]
Henri Tudor accorda une licence d'exploitation à la société Piaux, Georgin, Bayeux & C° de Reims, qui commença en 1888 la fabrication de l'accumulateur dans son usine de Jonchery-sur-Vesle. Le 10 avril 1889, il concéda les droits de fabrication et de vente de l'accumulateur Tudor pour la Belgique, les Pays-Bas, la France et l'Espagne à la Société Anonyme Belge pour l'Éclairage par l'Électricité. Deux années plus tard, celle-ci démarra un site de fabrication à Faches-Thumesnil aux confins de la ville de Lille, et la fabrication à Jonchery cessa aussitôt.
En janvier 1896, le Luxembourgeois Antoine Bonaventure Pescatore, beau-frère d'Henri Tudor, lança la production d'accumulateurs à Dukinfield dans la banlieue de Manchester. 
Alors que l'accumulateur Tudor entamait une ascension commerciale spectaculaire sur les marchés européens, l'usine de Rosport, son berceau, se trouvait en difficultés. Le statut douanier du Luxembourg au sein du Zollverein allemand était défavorable à son essor. Henri Tudor décida de délocaliser la production de Rosport vers le site de Florival près de Wavre en Belgique, inauguré le 25 juillet 1901.
Adolph Müller est resté l'un des amis les plus intimes d'Henri Tudor. Cependant, en concluant des traités dits "d'amitié", il marchait de plus en plus sur les plates-bandes de Tudor: tel était le cas en Hollande, et peu après en Angleterre, où il finit de pénétrer jusque dans le cœur-même de l'entreprise de Dukinfield. L'AFA ne réussit par contre jamais à s'incorporer le dernier bastion d'Henri Tudor, à savoir l'usine de Florival.
La Première Guerre mondiale marqua profondément le sort des entreprises Tudor. L'usine de Dukinfield fut mise sous séquestre en 1917. Réuni à Rosport le 1er août 1919, le conseil d'administration de la Société Anonyme "Accumulateurs Tudor" statua que sa société était désormais habilitée à fabriquer et à exporter des accumulateurs Tudor en tout pays sans restriction ni réserve.

## L'énergie mobile[18]
Le 6 août 1884, les frères Tudor accouplèrent une machine dynamo-électrique à une batteuse dans leur grange paternelle. Un mois plus tard, cette batteuse électrique était un point d'attraction à l'exposition agricole de Diekirch. Encore fallait-il disposer de l'énergie électrique dans les espaces ruraux les plus isolés.  
Henri Tudor et son ami Maurice Braun présentaient à l'exposition de Liège de 1905 l'Energy-Car, une solution destinée à remplacer la traditionnelle machine à vapeur sur chariot (la locomobile). L'Energy-Car était un ensemble compact et soigneusement étudié. Il réunissait un moteur à combustion interne, une génératrice, une batterie d'accumulateurs et l'instrumentation nécessaire pour le contrôle. Il n'était pas un véhicule automoteur, il fallait un attelage ou un véhicule automoteur pour le déplacer. Il ne faut pas le confondre avec les voitures pétroléo-électriques mises sur le marché dès 1897 par les Établissements Pieper de Liège, qui étaient équipées d'accumulateurs Tudor fabriqués à l'usine de Dukinfield. 
L'Energy-Car était "la réunion, dans les limites extrêmes de la simplification, de tous les éléments qui constituaient à l'époque une usine électrique". L'assemblage de l'Energy-Car se fit d'abord à l'usine de Rosport, mais fut progressivement délocalisé vers les ateliers Braun à Bruxelles. Le succès commercial de l'Energy-Car fut mitigé: son prix de revient était élevé et il était difficile d'emploi. Lors de l'avènement des réseaux électriques ruraux, le moteur électrique fit la conquête des fermes sans l'intervention de l'Energy-Car. 

## Hommages
Selon l'ingénieur Marcel Wuillot, Administrateur-Délégué de la Société Anonyme "Accumulateurs Tudor", Bruxelles, les frères Tudor peuvent être considérés comme les "continuateurs industriels de l'œuvre théorique de Planté".
En 1987, le Centre de recherche public Henri-Tudor, nouvellement créé au Luxembourg, fut nommé en l'honneur d'Henri Tudor et de son dévouement à la recherche et à l'innovation.
Le 12 mai 2009, P&T Luxembourg a émis une série de trois timbres-poste intitulée "Grandes personnalités"; l'un des timbres est dédié à Henri Tudor.
L'astéroïde (260886) Henritudor a été nommé en l'honneur d'Henri Tudor.

## Le musée Tudor à Rosport
Le 13 décembre 2006, le collège des bourgmestre et échevins de Rosport, composé de Romain Osweiler, Henri Zeimetz et Patrick Hierthès, publia le cahier des charges pour "un espace muséologique moderne et vivant portant sur l'énergie et le stockage de l'énergie", Il s'agissait de mettre en évidence les inventions d'Henri Tudor et leurs répercussions, ainsi que la personne de l'inventeur et sa famille en relation avec la communauté locale de Rosport. L'offre présentée par Wieland Schmid de l'Atelier für Gestaltung de Mannheim fut retenue en raison de sa valeur pédagogique et artistique. Le professeur Wolfgang Schmid de l'université de Trèves, ainsi que les ingénieurs Ernest Reiter et Henri Werner faisaient fonction de conseillers. L'architecte Marcel Niederweis a transformé l'aile nord du château Tudor, jadis compartimenté par une multitude de petites pièces, en un espace attrayant et baigné de lumière. Le Musée Tudor a été inauguré le 23 mai 2009 en présence de nombreuses personnalités venues du Luxembourg et de l'étranger.